# Jobst Gottfried Droste zu Vischering
Jobst Gottfried Adrian Droste zu Vischering (* um 1660; † 2. Mai 1729) war Domherr in Münster und Archidiakon in Winterswijk.

## Leben

### Herkunft und Familie
Jobst Gottfried Adrian Droste Vischering entstammte dem westfälischen Uradel des Hochstifts Münster. Die Familie Droste zu Vischering zählt zu den bedeutendsten Familien des Münsterlandes, aus der zahlreiche namhafte Persönlichkeiten hervorgegangen sind. Er war der Sohn des Landdrosten Heidenreich Droste zu Vischering und dessen Gemahlin Anna von Lülsdorff zum Haan (1626–1710), Tochter von Ludwig von Lülsdorff zum Haan und Agnes von Quadt zum Buschfeld. Sein Bruder Christoph Heidenreich (1652–1723) war Erbdroste und Droste der Ämter Ahaus und Horstmar, Heidenreich Ludwig (+ 23. März 1723) Domscholaster in Münster und Adolf Heidenreich († 14. September 1724) Domkantor in Münster.

### Wirken
Im Jahre 1679 kam Jobst Gottfried in den Besitz einer Dompräbende in Münster, da sein Bruder Christoph Heidenreich verzichtete und später heiratete. Die Aufschwörung auf die Geschlechter Droste, Lülsdorf, Raesfeld und Quadt fand am 23. Januar 1680 statt. Er studierte an der Universität in Paris und legte am 6. Juni 1684 das Studienzeugnis des Rektors vor.
Am 6. Dezember 1690 übernahm er das Oblegium Roxel und zehn Jahre später die Obedienz Buldern. Am 27. April 1687 wurde er Archidiakon zu Winterswijk. Jobst Gottfried war zum Subdiakon geweiht worden. Er hatte auch die Stelle des Domkellnereiassessors inne. Im Jahre 1697 wurde er Propst in der Propsteikirche St. Remigius Borken. In diesem Amt blieb er bis zu seinem Tode im Jahre 1729.